# サージング

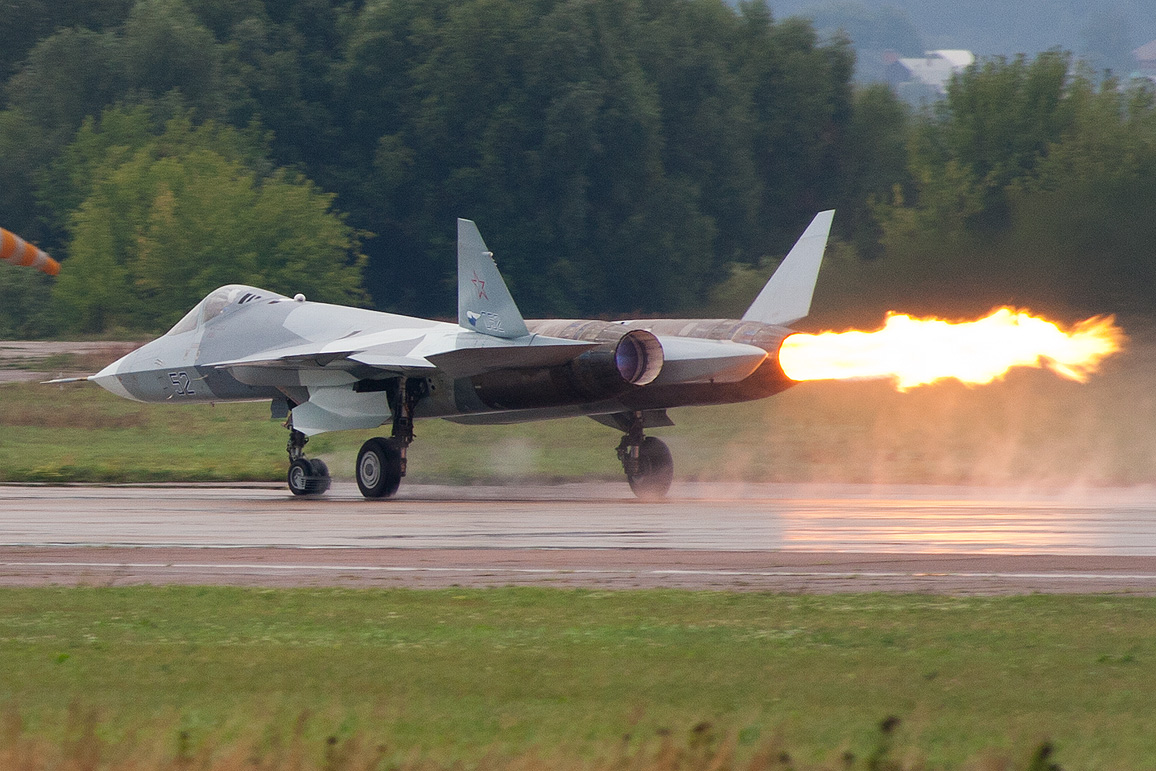
サージングを起こしたSu-57

サージング (Surging) とは、ジェットエンジンなどの圧縮機を有する機器が圧縮機の失速、後段の圧縮空気が前段に逆流するなどによって正常に機能しなくなる現象である。

## 概要
対気速度とエンジン回転数のバランスが崩れるなどの理由によって発生する。また、上空では音速付近で発生しやすい。軸流式圧縮機において比較的発生しやすく、遠心式圧縮機においては比較的発生しにくいが、皆無ではない。発生すると燃焼室への空気供給が滞るため、出力が急激に低下する。サージング特有の轟音も発生するため、搭乗者も気付きやすい。
対策として、軸流式の場合はステーターの角度を可変式にする、圧縮機駆動軸を多軸化する、抽気を行なうといった方法がある。可変式ステーターは単軸式圧縮機が多かった時代にはよく見られたが、現在では多軸化などで設計が改良され、限界内で制御するFADECの採用によって減りつつある。一方、多軸式圧縮機はエンジンの要求性能や技術面での向上などから、現在に至るまで主流となっている。抽気は単軸時代から存在する方法で、圧縮機の途中に空気が出入り可能な構造を用意し、ここから圧縮機内部の様子に応じて給気もしくは排気することで気流を安定させ、失速を防ぐ。多軸と単軸のどちらにも対応可能な方法であり、現在でもこの仕組みを搭載したエンジンがある。

## 事例
サザン航空242便墜落事故ではパイロットの急激なスロットルレバー操作（ヒューマンエラー）によって圧縮機のサージングを誘発し、これがエンジンに損傷を与えて不時着の一因となった。
サージングが起こるとコンプレッサーブレードが何らかの原因で失速状態に陥り、揚力の急減・抗力の急増によって圧縮機の性能が著しく損われる。原因はいくつかあるが、多くの場合は圧縮機の負荷の状態や設計に起因する。要因として、以下の例がある。
ブレードのような部材に損傷を受ける
民間機で損傷を受ける最も多い事例はバードストライク（離陸時、地上での移動時、着陸時に鳥を吸い込むこと）である。しばしば重大な損傷を与える。
圧縮機部材の磨耗や汚染
この場合、回転翼の侵食、ブリード弁やシールの錆びに起因する。
圧縮機部材の誤組み立て
この場合、圧縮機の案内翼が正常に作動しないことに起因する。
上記のほか、以下の原因も含まれる。
- 航空機の設計運用域を超えた運用を行なった場合
- エンジンの設計仕様を超えた運用を行なった場合
- エンジンに渦流や高温の空気が流れ込んだ場合